# ط
ط (arabsky حاء, ṭā’, výslovnost: ṭ, IPA: tˤ, persky طا, ta, výslovnost: t, IPA: t) je arabské písmeno. Písmeno se může v textu nacházet ve čtyřech podobách, podle toho, v které části slova se nachází:
| samostatné | na konci slova | na začátku slova | uprostřed slova |
| ---------- | -------------- | ---------------- | --------------- |
| ﻁ          | ﻂ              | ﻃ                | ﻄ               |

Z písmena jsou pomocí diakritických značek odvozena další písmena:
- ظ - pomocí tečky nad,
- ࢣ - pomocí dvou teček nad,[1]
- ڟ - pomocí tří teček nad,

Písmeno ط se používá také jako diakritické znaménko u písmen:
- ٹ - balúčština,[2] bráhujština,[3] kašmírština,[3] khowarština,[4][5] marwarština,[6] paňdžábština,[7] jazyk saraiki,[8] urdština,[9]
- ڈ - nad písmenem د v balúčštině,[2] v bráhujštině,[3] v kašmírštině,[3] v khowarštině,[4][5] v marwarštině,[6] v paňdžábštině,[7] v jazyce saraiki,[8] v urdštině,[9]
- ڑ - nad písmenem ر v balúčštině,[2] v bráhujštině,[3] v kašmírštině,[3] v khowarštině,[4][5] v marwarštině,[6] v paňdžábštině,[7] v jazyce saraiki,[8] v urdštině,[9]
- ݱ - nad písmenem ر s dvěma tečkami nad v khowarštině,[4][5]
- nad písmenem س s dvěma tečkami nad v khowarštině,[4][5]
- ڻ - nad písmenem ن v balúčštině,[2] v rádžasthánštině,[10], v sindhštině,[11] v marwarštině,[6] v jazyce saraiki,[8]
- ݮ, ݯ - pod písmenem ح v khowarštině,[4][5]

Unicode dále obsahuje písmena, kde je ط jako diakritické znaménko:
- ڋ - nad písmenem د s tečkou pod,[12]
- ݙ - nad písmenem د se dvěma tečkami pod,[13]
- ݲ - nad písmenem ح,[13]

V paňdžábštině navíc existuje písmeno přepisované jako ṭh, kde je písmeno také použito jako diakritické znaménko.
V hebrejštině písmenu ط odpovídá písmeno ט, v syrštině písmeno ܛ.